# David Provan
Ne doit pas être confondu avec Davie Provan.
David Provan est un footballeur international puis entraîneur écossais, né le 11 mars 1941 à Falkirk (Écosse) et mort le 26 novembre 2016.
Évoluant au poste de défenseur, il est particulièrement connu pour ses saisons aux Rangers et à Plymouth Argyle. Il fait partie du Rangers FC Hall of Fame. Il compte 5 sélections en équipe d'Écosse.

## Biographie

### Carrière en club
Natif de Falkirk, il est formé dans les équipes de jeunes des Rangers où il passera en professionnel en 1958. Il y restera 12 saisons, y remportant un titre de champion, 3 Coupes d'Écosse et 2 Coupes de la Ligue.
Il quitta le championnat écossais en 1970 pour rejoindre l'Angleterre, d'abord pour un passage très rapide à Crystal Palace, puis pour 5 saisons à Plymouth Argyle. Il finira sa carrière en revenant en Écosse à Saint Mirren.
Il se reconvertit ensuite comme entraîneur, prenant en main l'équipe d'Albion Rovers pendant 4 saisons.

### Carrière internationale
David Provan reçoit 5 sélections en faveur de l'équipe d'Écosse. Il joue son premier match le 12 octobre 1963, pour une défaite 1-2, au Windsor Park de Belfast, contre l'Irlande du Nord en British Home Championship. Il reçoit sa dernière sélection le 11 mai 1966, pour une défaite 0-3, à l'Hampden Park de Glasgow, contre les Pays-Bas en match amical. Il n'inscrit aucun but lors de ses 5 sélections.
Il participe avec l'équipe d'Écosse aux éliminatoires de la Coupe du monde 1966 et au British Home Championship de 1964.

## Palmarès

### Comme joueur
- Rangers :
  - 1 titre de champion d'Écosse
  - Vainqueur de 3 Coupes d'Écosse
  - Vainqueur de 2 Coupes de la Ligue

### Comme entraîneur
- Albion Rovers :
  - Titre de champion de Division 3 écossaise en 1967-68